# Staro selo (distrikt i Bulgarien, Sliven)
Staro selo (bulgariska: Старо село) är ett distrikt i Bulgarien.   Det ligger i kommunen Obsjtina Sliven och regionen Sliven, i den centrala delen av landet, 230 km öster om huvudstaden Sofia.
Trakten runt Staro selo består till största delen av jordbruksmark. Runt Staro selo är det ganska tätbefolkat, med 96 invånare per kvadratkilometer.